# Europees Monetair Stelsel
Het Europees Monetair Stelsel (EMS) werd in 1979 op Frans-Duits initiatief opgericht. De deelnemers spraken af om hun valuta binnen vaste bandbreedten ten opzichte van een spilkoers te laten fluctueren: 2,25 procent voor de meeste, sterke munten en 6 procent voor een paar zwakkere munten. Door steuninterventies (aankoop en verkoop van valuta) en het rente-instrument konden de Europese centrale banken de valuta op de gewenste koers houden.
Door gebrek aan geloofwaardigheid viel het EMS in 1993 in feite uiteen. Na de Duitse hereniging hield de Bundesbank de rente hoger dan in de andere landen omdat dat goed was voor de economie. Het Britse pond en de Italiaanse lire zijn daarna weer "zwevende valuta" geworden: deze waren niet langer gekoppeld aan de genoemde spilkoers. Hetzelfde gold voor de Griekse drachme, maar Athene was nooit verplicht om zich aan het mechanisme te houden.
De bandbreedte werd in augustus 1993 opgerekt naar 15 procent. Alleen Nederland en Duitsland hielden vast aan de smalle bandbreedte van 2,25 procent. Een gunstig effect van het de facto loslaten van het systeem van stabiele wisselkoersen was overigens wel dat speculanten met die bandbreedte geen mogelijkheid meer zagen om met massale aan- en verkopen van valuta interventies en aanpassingen van het systeem uit te lokken. De meeste valuta kwamen mede om die reden snel weer terug in hun oude bandbreedtes, maar een officiële terugkeer naar de smalle bandbreedtes werd niet meer overwogen.